# Kanton Seltz

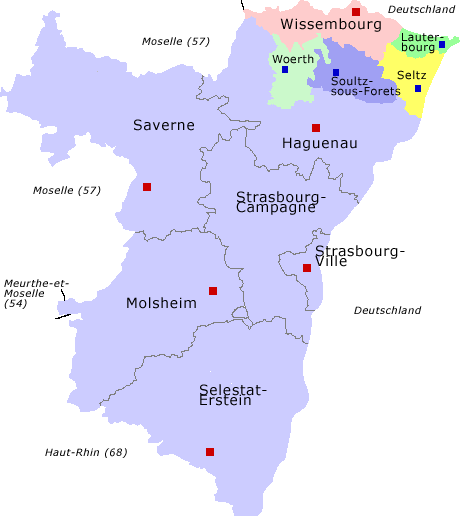
Karte des Arrondissements und des Kantons Wissembourg im Département Bas-Rhin

Der Kanton Seltz war bis 2015 ein französischer Wahlkreis im Arrondissement Wissembourg, im Département Bas-Rhin und in der Region Elsass; sein Hauptort war Seltz, Vertreter im Generalrat des Départements war ab 2001 Richard Stoltz. 
Der Kanton Seltz war 106,49 km² groß und hatte 12.055 Einwohner (Stand 1999).

## Geschichte
Der Kanton wurde 1801 im Arrondissement Wissembourg neu errichtet.
Von 1871 bis 1919 gab es keine weitere Untergliederung des damaligen Kreises Weißenburg.
Am 28. Juni 1919 wurde der Kanton wieder Teil des Arrondissements Wissembourg.
Am 22. März 2015 wurde der Kanton aufgelöst. Alle Gemeinden gehören jetzt zum Kanton Wissembourg im Arrondissement Haguenau-Wissembourg.

## Gemeinden
Der Kanton bestand aus 14 Gemeinden:
| Gemeinde               | Einwohner | Code postal | Code Insee |
| ---------------------- | --------- | ----------- | ---------- |
| Beinheim               | 1790      | 67930       | 67025      |
| Buhl                   | 508       | 67470       | 67069      |
| Crœttwiller            | 173       | 67470       | 67079      |
| Eberbach-Seltz         | 373       | 67470       | 67113      |
| Kesseldorf             | 331       | 67930       | 67235      |
| Oberlauterbach         | 459       | 67160       | 67346      |
| Mothern                | 1933      | 67470       | 67305      |
| Munchhausen            | 692       | 67470       | 67308      |
| Niederrœdern           | 846       | 67470       | 67330      |
| Schaffhouse-près-Seltz | 460       | 67470       | 67440      |
| Seltz (chef-lieu)      | 2985      | 67470       | 67463      |
| Siegen                 | 493       | 67160       | 67466      |
| Trimbach               | 444       | 67470       | 67494      |
| Wintzenbach            | 568       | 67470       | 67541      |

## Bevölkerungsentwicklung
| 1962 | 1968 | 1975 | 1982   | 1990   | 1999   |
| ---- | ---- | ---- | ------ | ------ | ------ |
| 8818 | 9203 | 9872 | 10.098 | 10.496 | 12.055 |